# Levantamento de peso nos Jogos Pan-Americanos de 2011 - Até 75 kg feminino
A categoria até 75 kg feminino do levantamento de peso nos Jogos Pan-Americanos de 2011 foi disputada em 26 de outubro no Fórum de Halterofilismo com seis halterofilistas de cinco países.

## Calendário
Horário local (UTC-6).
| Data          | Horário | Fase  |
| ------------- | ------- | ----- |
| 26 de outubro | 16:00   | Final |

## Medalhistas
| Ouro   | COL Ubaldina Valoyes |
| Prata  | CHI María Valdes     |
| Bronze | VEN María Álvarez    |

## Resultados
| Pos.              | Nome               | País          | Grupo | Peso (kg) | Arranque (kg) | Arremesso (kg) | Total (kg) |
| ----------------- | ------------------ | ------------- | ----- | --------- | ------------- | -------------- | ---------- |
| Medalha de ouro   | Ubaldina Valoyes   | COL Colômbia  | A     | 74.13     | 113           | 137            | 250        |
| Medalha de prata  | María Valdes       | CHI Chile     | A     | 74.30     | 100           | 129            | 229        |
| Medalha de bronze | María Álvarez      | VEN Venezuela | A     | 74.42     | 100           | 128            | 228        |
| 4                 | Yarvanis Herrera   | VEN Venezuela | A     | 72.64     | 104           | 123            | 227        |
| 5                 | Odeysis Pelegrín   | CUB Cuba      | A     | 73.96     | 83            | 119            | 193        |
| –                 | Jaqueline Ferreira | BRA Brasil    | A     | 73.40     |               |                | DNF        |